# Leptothorax stollii
Leptothorax stollii är en myrart som beskrevs av Auguste-Henri Forel 1885. Leptothorax stollii ingår i släktet smalmyror, och familjen myror. Inga underarter finns listade i Catalogue of Life.